# Фейсал Мутлак Хадмул
Фейсал Мутлак Хадмул е дипломат от Кувейт.

## Биография
- Бакалавър по икономика и политически науки
- 2004 – посланик в Република Етиопия.
- 2007 – 2009 – пълномощен министър
- 2009 – посланик в България